# Хонка, Юлиус
Юлиус Хонка (фин. Julius Honka; род. 3 декабря 1995, Йювяскюля) — финский хоккеист, защитник команды «Берн» и сборной Финляндии.

## Биография
Родился в городе Йювяскюля в 1995 году. Воспитанник школы местного хоккейного клуба ЮП, выступал за команду в различных юниорских и молодёжных соревнованиях страны. В 2013 году подписал контракт с канадским клубом Западной хоккейной лиги «Свифт-Каррент Бронкос», в составе которого провёл один сезон. В 2014 году на драфте НХЛ права на игрока получила команда «Даллас Старз», которая и подписала с ним трёхлетний контракт новичка.
В сезонах 2014/15 и 2015/16 выступал в Американской хоккейной лиге за фарм-клуб Далласа «Техас Старз». В сезоне 2016/17 дебютировал в Национальной хоккейной лиге за основную команду. Первый матч сыграл 21 ноября 2016 года против команды «Миннесота Уайлд», в игре отдал одну голевую передачу. Первую шайбу забросил 4 апреля 2017 года в ворота «Аризона Койотис».
Выступал за команду до 2019 года. В 2019 году просил обмена из команды, а после подписал однолетний контракт с командой ЮП в статусе ограниченно свободного агента. Провёл один сезон в высшей лиге Финляндии. В октябре 2020 года вернулся в «Даллас», подписав однолетний двусторонний контракт.
Выступал за юниорскую и молодёжную сборные Финляндии. В 2017 году дебютировал на чемпионате мира по хоккею с шайбой.